# Edward Kenneth Braxton

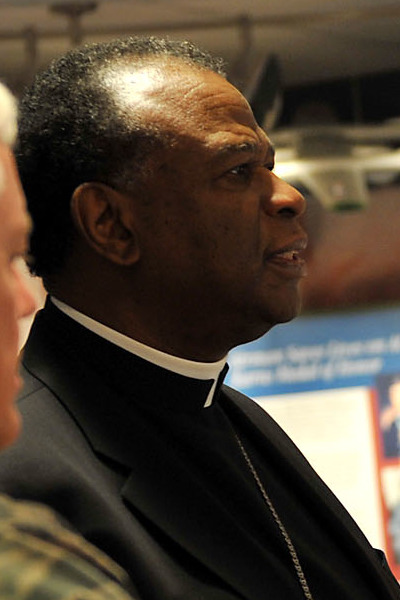
Bischof Edward Braxton (2009)

Bischofswappen

Edward Kenneth Braxton (* 28. Juni 1944 in Chicago) ist ein US-amerikanischer Geistlicher und emeritierter römisch-katholischer Bischof von Belleville.

## Leben
Der Erzbischof von Chicago, John Patrick Kardinal Cody, weihte ihn am 13. Mai 1970 zum Priester.
Papst Johannes Paul II. ernannte ihn am 28. März 1995 zum Weihbischof in Saint Louis und Titularbischof von Macomades Rusticiana. Der Erzbischof von Saint Louis, Justin Francis Rigali, spendete ihm am 17. Mai desselben Jahres die Bischofsweihe; Mitkonsekratoren waren Paul Albert Zipfel, Bischof von Bismarck, und James Terry Steib SVD, Bischof von Memphis.
Am 12. Dezember 2000 wurde er zum Bischof von Lake Charles ernannt und am 22. Februar des nächsten Jahres in das Amt eingeführt. Am 15. März 2005 wurde er zum Bischof von Belleville ernannt und am 22. Juni desselben Jahres in das Amt eingeführt.
Papst Franziskus nahm am 3. April 2020 das von Edward Kenneth Braxton aus Altersgründen vorgebrachte Rücktrittsgesuch an.